# 표준 형식
수학과 컴퓨터 과학에서, 수학적 대상의 표준 형식, 또는 표준형, 표준꼴, 정규형(canonical form, standard form, normal form)은 그 대상을 표현하는 표준적인 방법이다. 이는 또한 자연적인 (표준적인) 방법으로 정의한 미분 형식을 의미하기도 한다. 표준 형식을 찾는 방법은 표준화 또는 정규화(canonicalization)라고 한다.
논리식에서 정규형은 논리 함수를 각 변수들의 곱이나 합으로 표현한 것이다. 예를 들어, 논리 함수 F에 대해 F=x+yz도 하나의 정규형이다.모든 논리식은 AND와 OR의 곱으로 나타낼 수 있으므로, 모든 논리 함수는 정규형으로 표현하는 게 가능하다. 특히, 논리 함수를 곱의 합이나 합의 곱 형태로 표현한 정규형은 각각 최소항 전개 또는 최대항 전개로 나타낼 수 있다. 어떤 논리 함수는 그 함수를 이루는 변수들이 특정 값일 경우에만 1이 되는데, 이를 카르노 맵을 이용하면 비교적 쉽게 최소항 전개나 최대항 전개로 논리 함수를 나타낼 수 있다.

## 같이 보기
- 표준 선다발
- 정규화
- 표준화